# Frauen in der Philosophie

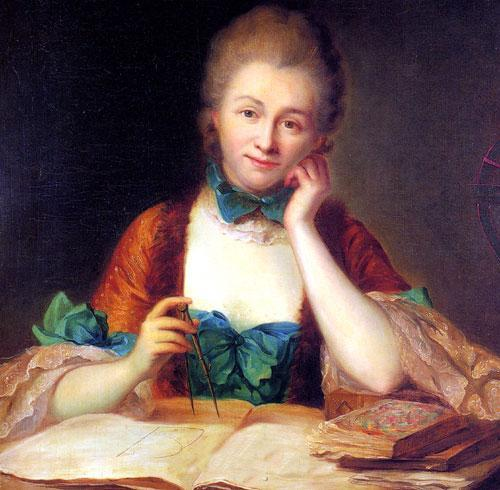
Maurice Quentin de La Tour (1704–1788): Madame du Châtelet–Laumont (Privatsammlung)

Frauen in der Philosophie beschreibt das Wirken von Philosophinnen als Wissenschaftlerinnen in Geschichte und Gegenwart. Während Frauen viele Jahrhunderte lang gar nicht oder nur als marginale Randerscheinung eine traditionell männlich dominierten Philosophie und Wissenschaft wahrgenommen wurden, erhalten sie seit mehreren Jahrzehnten wachsende Aufmerksamkeit. Die Sozial- und Geschichtswissenschaften haben die Rolle und das Wirken von Frauen in der Wissenschaft untersucht und Hindernisse für Philosophinnen analysiert, die sich ihnen in der Vergangenheit bei einem beruflichen Einstieg stellten und heute in anderer Form stellen.
Einige Philosophinnen wurden während des Mittelalters und der Neuzeit akzeptiert, aber keine wurde Teil des westlichen Kanons bis zum 20. und 21. Jahrhundert, als einige Quellen darauf hinweisen, dass Susanne Langer, G.E.M. Anscombe, Hannah Arendt und Simone de Beauvoir in den Kanon aufgenommen wurden.

## Geschichte der Philosophinnen

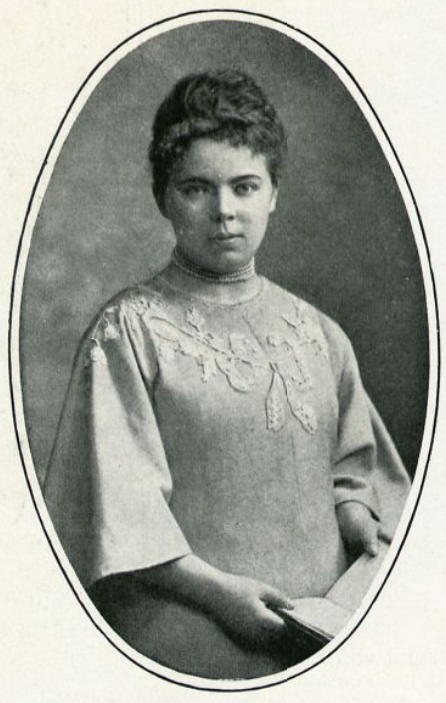
Dr. phil Helene Stöcker (1903)

Obwohl es seit den frühesten Zeiten Philosophinnen gab und einige von ihnen zu Lebzeiten als Philosophen anerkannt wurden, sind fast keine weiblichen Philosophen in den westlichen philosophischen Kanon eingegangen. Philosophiehistoriker sind mit zwei Hauptproblemen konfrontiert. Das erste ist der Ausschluss von Philosophinnen aus der Geschichte und aus philosophischen Texten, was dazu führt, dass Philosophiestudenten zu wenig über Philosophinnen wissen. Das zweite Problem betrifft das, was die kanonischen Philosophen über die Philosophie und den Platz der Frauen in der Philosophie zu sagen hatten. In den letzten fünfundzwanzig Jahren gab es einen exponentiellen Anstieg an feministischen Schriften zur Geschichte der Philosophie und zu dem, was als den philosophischen Kanon.
Die im christlichen Abendland über Jahrhunderte gepflegte Annahme, Männern komme der Geist zu und Frauen die Sinnlichkeit, hinderte daran, als Philosophin bekannt und erfolgreich zu werden. Ebenso stellten Beschränkungen beim Zugang zu höherer Bildung und Berufsverbote hohe Hürden für philosophierende Frauen dar. Der französische Philosoph Jacques Derrida bemerkte: „Die Geschichte der Philosophie ist phallozentrisch.“
Tatsächlich hat es in der Geschichte der Philosophie stets bedeutende Frauen gegeben, wenngleich gesellschaftliche Einschränkungen den Zugang zur philosophischen Öffentlichkeit lange verwehrten. Dies betraf, nicht nur in der Antike, sondern auch in Mittelalter und Neuzeit, teils auch den Zugang zu höherer Bildung, fast durchgehend aber die öffentliche Präsentation von Forschungsergebnissen, das Lehren und Lernen an Fachinstituten wie Philosophenschulen oder Universitäten. Dies änderte sich in Europa erst seit dem 19. Jahrhundert nach und nach.
In den frühen 1800er Jahren begannen einige Hochschulen und Universitäten im Vereinigten Königreich und in den Vereinigten Staaten von Amerika damit, Frauen zuzulassen, und brachten mehr weibliche Akademiker hervor. Dennoch zeigen Berichte des US-Bildungsministeriums aus den 1990er Jahren, dass nur wenige Frauen in der Philosophie blieben und dass die Philosophie eines der am wenigsten gendergerechten Fächer in den Geisteswissenschaften ist. Die Encyclopedia of Philosophy (EoP), die 1967 erschien, enthielt „... Artikel über mehr als 900 Philosophen“, [aber] keinen Eintrag für Wollstonecraft, Hannah Arendt oder Simone de Beauvoir. Diese Philosophinnen spielten in dem damaligen Wissenskanon kaum eine Rolle.
In Deutschland konnte zum ersten Mal 1901 eine Frau als Philosophin promovieren. Helene Stöcker durfte dabei aktiv studieren, nicht nur als Gasthörerin, wie es sonst Frauen gestattet war. Da es aber keine Möglichkeit für sie gab, bei einem Philosophieprofessor zu promovieren, musste sie sich auf ein kulturästhetisches Thema einlassen, das ihr vorgegeben wurde.

### Antikes Griechenland
Einige der frühesten Philosophen waren Frauen, wie Hipparchia von Maroneia (aktiv ca. 325 v. Chr.), Arete von Kyrene (aktiv 5.-4. Jahrhundert v. Chr.) und Aspasia von Milet (470–400 v. Chr.). Aspasia erscheint in den philosophischen Schriften von Platon, Xenophon, Aischines Sokratikus und Antisthenes. Einige Gelehrte behaupten, dass Platon von ihrer Intelligenz und ihrem Witz beeindruckt war und seine Figur Diotima im Dialog Symposion auf sie zurückführte. Sokrates schreibt der (möglicherweise fiktiven) Diotima von Mantinea seine Lektionen in der Kunst des Eros (oder der philosophischen Suche) zu. Platons endgültige Ansichten über Frauen sind sehr umstritten, aber der Dialog Politeia deutet darauf hin, dass Platon Frauen für ebenso fähig hielt, sich zu bilden, intellektuelle Visionen zu entwickeln und die Stadt (Polis) zu regieren.

### Antike östliche Philosophie
In der antiken Philosophie in Asien leisteten Frauen viele wichtige Beiträge. Im ältesten Text der Upanishaden (ca. 700 v. Chr.) nehmen die Philosophinnen Gārgī Vāchaknavī und Maitreyi an den philosophischen Dialogen mit dem Weisen Yajnavalkya teil. Ubhaya Bharati (ca. 800 n. Chr.) und Akka Mahadevi (1130-1160) sind weitere bekannte weibliche Denkerinnen in der indischen philosophischen Tradition. In China würdigte Konfuzius die weibliche Jing Jiang von Lu (5. Jh. v. Chr.) als weise und als Vorbild für seine Schüler, während Ban Zhao (45-116) mehrere wichtige historische und philosophische Texte verfasste. In Korea gehörte Im Yunjidang (1721–93) zu den bedeutendsten Philosophinnen der aufgeklärten mittleren Chosŏn-Ära. Zu den bemerkenswerten muslimischen Philosophinnen gehören Rabia von Basra (Rābiʿa al-ʿAdawiyya al-Qaysiyya) (714-801), A'ishah al-Ba'uniyyah von Damaskus (gestorben 1517) und Nana Asma'u (1793–1864) aus dem Sokoto-Kalifat im heutigen Nigeria.

### Mittelalterliche Philosophie

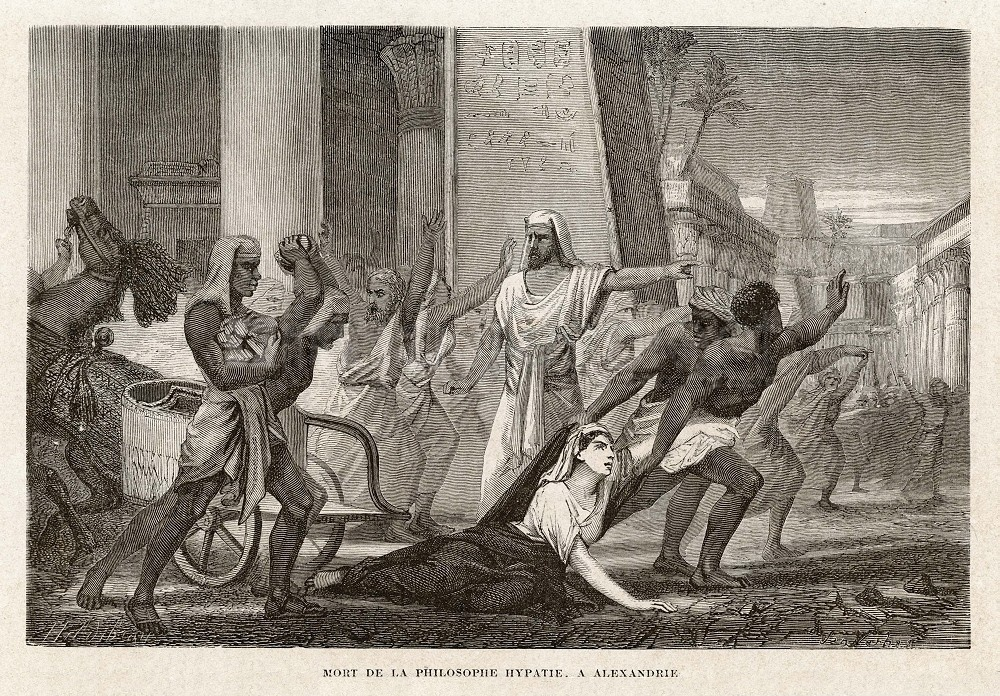
„Tod der Philosophin Hypatia in Alexandria“ (sie wurde von einer wütenden Menge getötet) – Kunstwerk von Louis Figuier (1866).

Die mittelalterliche Philosophie reicht vom Untergang des Weströmischen Reiches im 5. Jahrhundert nach Christus bis zur Renaissance im 16. Hypatia (350 - 370 bis 415 n. Chr.) war eine griechische Mathematikerin, Astronomin und Philosophin in Ägypten, das damals zum Oströmischen Reich gehörte. Sie war die Leiterin der neuplatonischen Schule in Alexandria, wo sie Philosophie und Astronomie lehrte.
Nach dem Abschluss ihrer Ausbildung begann sie, selbst Mathematik und Philosophie zu unterrichten. Sokrates von Konstantinopel berichtet, von überall seien Hörer zu ihr gekommen. Der berühmteste von ihnen war Synesios, der im letzten Jahrzehnt des 4. Jahrhunderts bei ihr sowohl Philosophie als auch Astronomie studierte. Damaskios berichtet, Hypatia habe den Philosophenmantel (tríbōn) getragen und sei in der Stadt unterwegs gewesen, um öffentlich zu unterrichten und allen, die sie hören wollten, die Lehren Platons oder Aristoteles’ oder auch jedes beliebigen anderen Philosophen auszulegen. Wie diese Nachricht zu deuten ist, ist in der Forschung umstritten. Jedenfalls stützt sie nicht die Ansicht, Hypatia habe einen aus öffentlichen Mitteln finanzierten Lehrstuhl innegehabt; dafür gibt es keinen Beleg.
Bis zum Hochmittelalter (zirka 1050 bis 1250) gibt es im Abendland kaum eine Unterscheidung zwischen Theologie und Philosophie, und die Philosophie läuft auf eine Betrachtung und Verteidigung des christlichen Glaubens hinaus. Bei Frauen fällt jedoch auf, dass sie manchmal aus einem viel persönlicheren Blickwinkel darüber schreiben, wie sie ihren Glauben leben.
Im Spätmittelalter (ca. 1250 bis 1500, in der Germanistik auch 1250 bis 1450) und in der Renaissance kommt es zu einer Säkularisierung der Philosophie, die auf die antiken Denker zurückgeht und versucht, sie zu übertreffen. Auch Frauen folgen dieser Neuorientierung der Philosophie, indem sie sich mit eher weltlichen Themen beschäftigen. Die Spuren eines Protofeminismus sind bereits in dieser Zeit erkennbar.

## Zeitalter der Aufklärung
Das Zeitalter der Aufklärung (auch Zeitalter der Vernunft und der Aufklärung) war die intellektuelle und philosophische Bewegung, die sich im 17. und 18. Jahrhundert in Europa stattfand. Die Aufklärung umfasste eine Reihe sozialer Ideen, die sich auf den Wert des durch Rationalismus und Empirie gewonnenen Wissens sowie auf politische Ideale wie Naturrecht, Freiheit und Fortschritt, Toleranz und Brüderlichkeit, konstitutionelle Regierungen und die formale Trennung von Kirche und Staat konzentrierten.

### 17. Jahrhundert
Marie Le Jars de Gournay (1565–1645), war eine französische Schriftstellerin, Philosophin und Frauenrechtlerin. Ihr Hauptwerk besteht aus philosophischen Abhandlungen zur Moral, zur Theologie und zur Situation der Frauen. Sie kritisierte, dass Frauen keinen Zugang zu Bildung und Besitz hätten und gilt als „Mutter des modernen Feminismus“.
Elisabeth von der Pfalz (1618–1680) oder Elisabeth von Böhmen beeinflusste viele wichtige Persönlichkeiten und Philosophen, vor allem René Descartes, mit dem sie korrespondierte. Sie hinterfragte Descartes' Idee des Dualismus, also der Trennung von Geist und Körper, und seine Theorien zur Kommunikation zwischen Geist und Körper.
Sie wurde dessen eifrigste Schülerin und stand bis zu seinem Tod mit ihm in lebhaftem Briefwechsel, aus dem unter anderem sein Traktat Les Passions de l’âme entstand. Descartes widmete ihr später sein naturphilosophisches Hauptwerk, die Principia Philosophiae von 1644.
Anne Conway (1631-1679) war eine englische Philosophin, deren Werk, das in der Tradition der Cambridger Platoniker steht, einen Einfluss auf Gottfried Wilhelm Leibniz hatte. Conways Denken ist originell, da es rationalistische Philosophie ist, mit Belange und Muster der Frauenforschung (Gynozentrismus) die sich als eine Gegenbewegung zu dem in der Wissenschaft vorherrschenden Androzentrismus verstand, und in diesem Sinne war es einzigartig unter den Systemen des 17. Jahrhunderts.  Sie war eine der ersten Frauen deren Werk gedruckt und verlegt wurde.

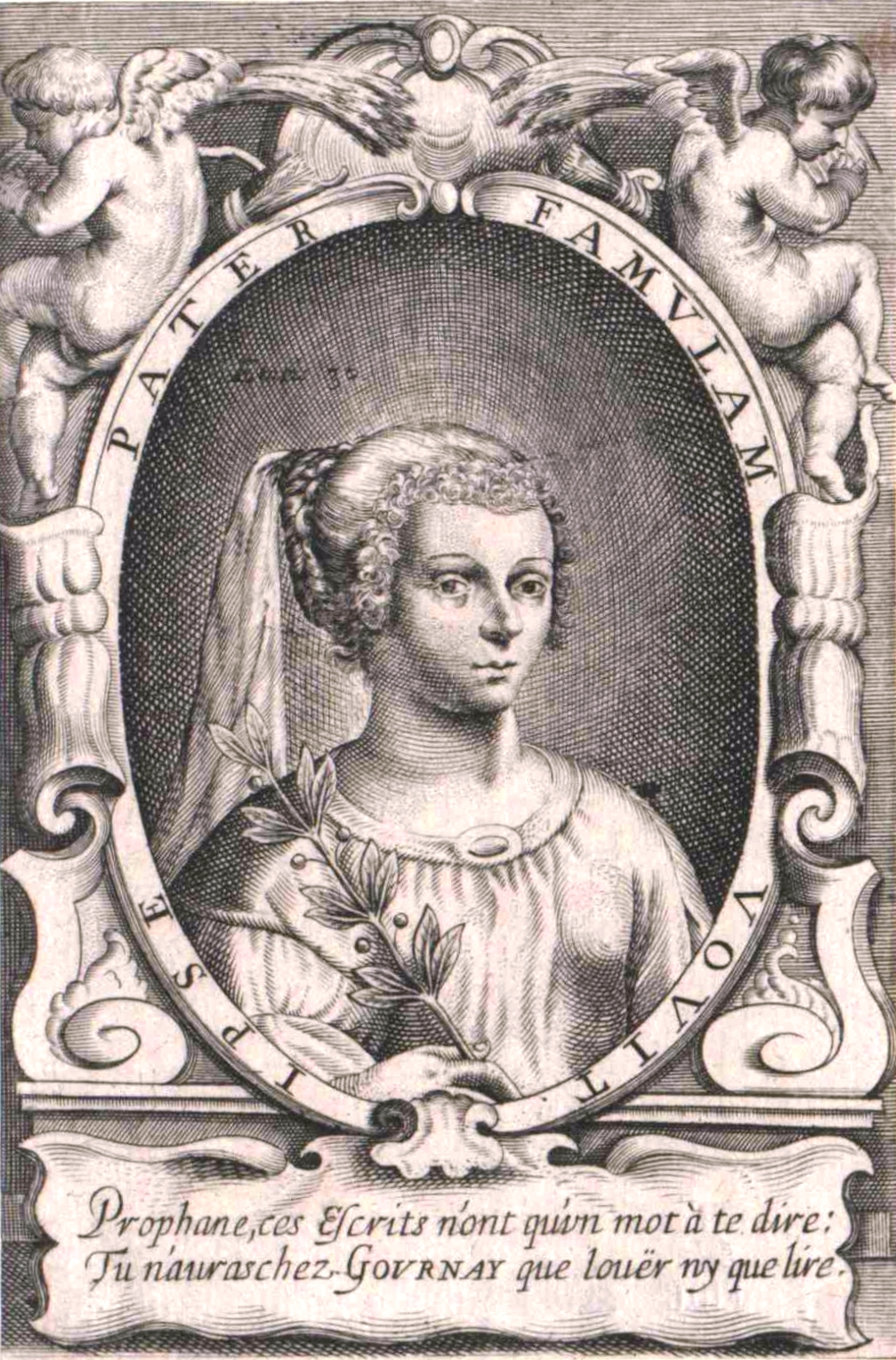
Marie Le Jars de Gournay (1565–1645)
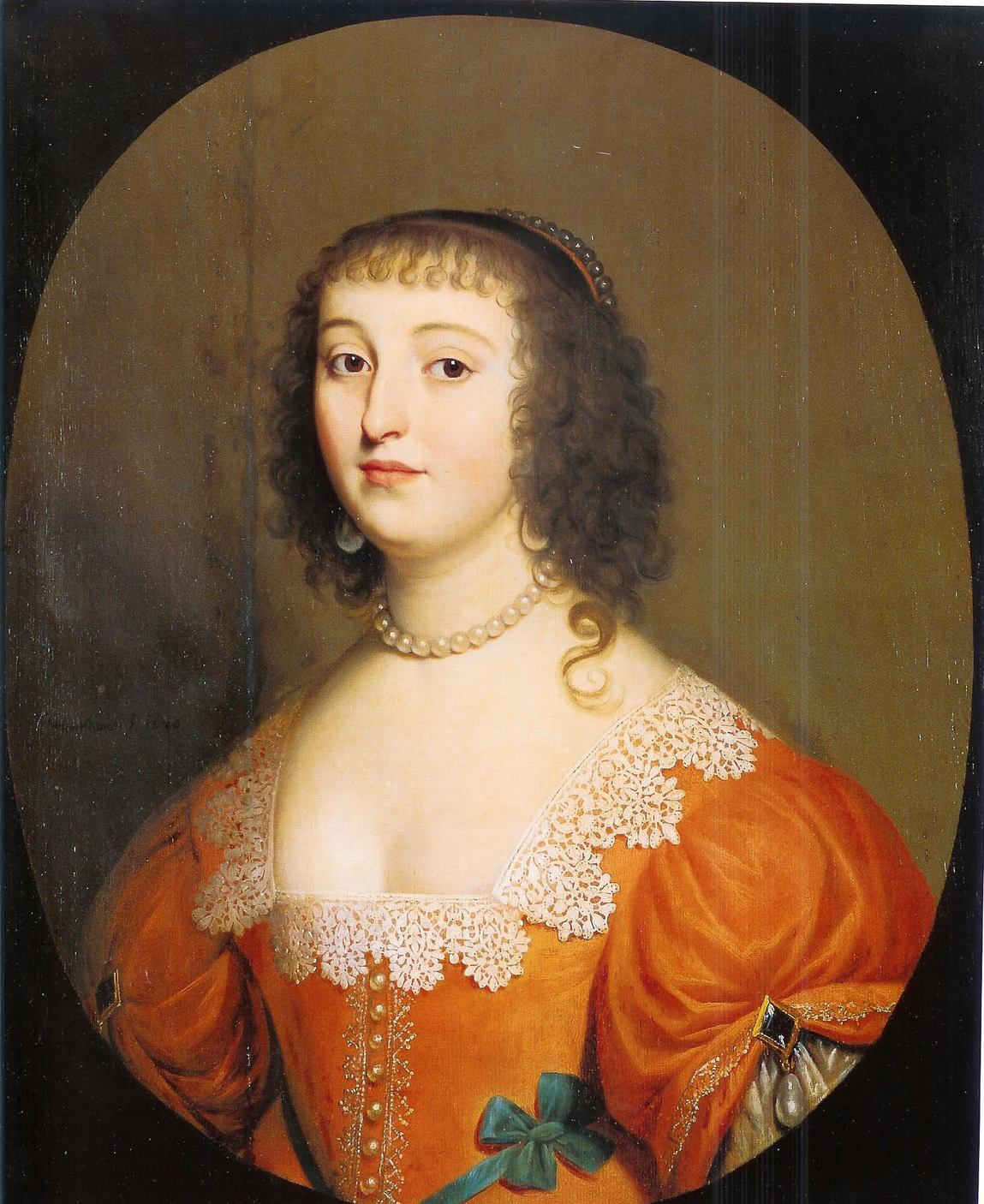
Elisabeth von der Pfalz (1618–1680).

### 18. Jahrhundert
Die englische Philosophin Mary Astell (1666-1731) war eine feministische Schriftstellerin und Rhetorikerin, die für ihr Eintreten für gleiche Bildungschancen für Frauen bekannt war, was ihr den Titel „erste englische Feministin“ einbrachte. Ihre bekanntesten Bücher beschreiben ihren Plan, eine neue Art von Bildungseinrichtung für Frauen zu schaffen.
Sie beschäftigte sich unter anderem mit der damals populären Naturphilosophie, wie sie René Descartes und Francis Bacon entwickelt hatten, sowie mit den ethischen Theorien von Thomas Hobbes und John Locke.
Ihr Denken war beeinflusst von den Arbeiten René Descartes, insbesondere von seiner Theorie des Dualismus. Die Idee der Trennung von Geist und Körper erlaubte es Astell, die Auffassung zu verbreiten, dass Frauen genau wie Männer die Fähigkeit zur Vernunft besitzen und daher das Recht auf gleiche Behandlung haben. Diese Auffassung spiegelt sich wider in ihrer Frage: “If all Men are born Free, how is it that all Women are born Slaves?” (deutsch: „Wenn alle Männer frei geboren sind, warum sind dann alle Frauen als Sklaven geboren?“)
Émilie du Châtelet (1706–1749) war eine französische Mathematikerin, Physikerin und Autorin im Zeitalter der Aufklärung. Sie übersetzte und kommentierte das Werk Philosophiae Naturalis Principia Mathematica von Isaac Newton. Sie kritisierte die Philosophie von John Locke und betonte die Notwendigkeit der Überprüfung von Wissen durch Erfahrung. Sie theoretisierte auch über den freien Willen und über den Weg zur Metaphysik.
Im Yunjidang (koreanisch: 임윤지당; Hanja: 任允摯堂; 1721-1793) war eine koreanische Schriftstellerin und neokonfuzianischer Philosophin aus der Joseon-Zeit. Sie verteidigte das Recht einer Frau, konfuzianischer Meister zu werden, und argumentierte, dass sich Männer und Frauen in ihrer menschlichen Natur nicht unterscheiden, indem sie die Werte des Konfuzianismus in Bezug auf die moralische Selbstkultivierung und die menschliche Natur interpretierte. An keiner Stelle ihrer Schriften widersetzt sie sich aktiv den neokonfuzianischen Gesellschaftsnormen, einschließlich des Samjongjido, der besagt, dass eine Frau erst ihrem Vater, dann ihrem Mann und schließlich ihrem Sohn folgen muss. Wie Kim Sung-moon feststellte, war es ironischerweise dieselbe Reihe unglücklicher Todesfälle in Im Yunjidangs Leben, die sie der Möglichkeit beraubte, den drei Wegen der tugendhaften konfuzianischen Frau zu folgen, und die ihr die Freiheit gab, neokonfuzianische Texte zu studieren und ihre eigenen philosophischen Gedanken zu entwickeln.

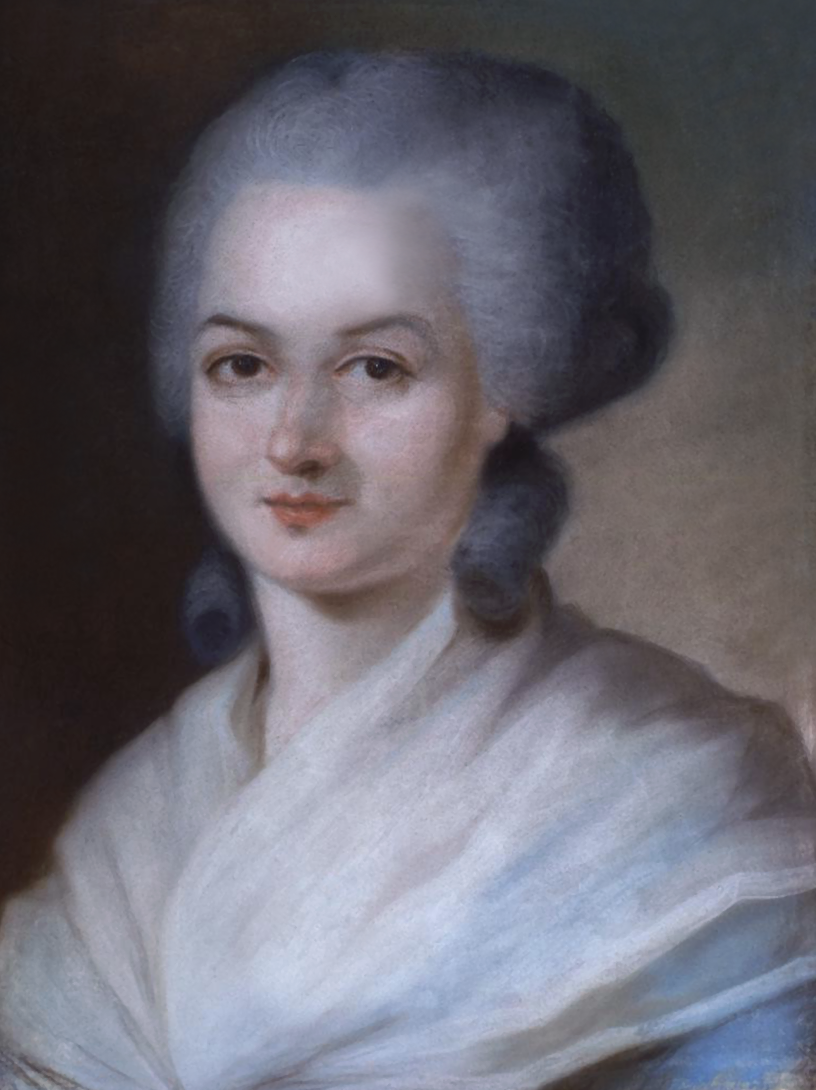
Olympe de Gouges Pastell von Alexander Kucharski (1741–1819)

Marie Gouze (1748–1793), bekannt unter ihrem Künstlernamen Olympe de Gouges, war eine revolutionäre Schriftstellerin, Philosophin und Frauenrechtlerin.
Während der Revolution wurde Olympe de Gouges eine leidenschaftliche Verfechterin der Menschenrechte der Frau, der Bürgerinnenrechte. Die Revolutionäre schlossen – mit wenigen Ausnahmen wie dem seit langem für die Frauenrechte eintretenden Aufklärer Nicolas de Condorcet – die weibliche Hälfte der Bevölkerung aus. Ebenfalls wurden von der Menschenrechtserklärung der Revolutionäre „in unterschiedlichem Ausmaß ... Juden, Schwarze [und das] Proletariat“ ausgeschlossen. Da die Menschenrechte an Bürgerrechte und einen nationalstaatlichen Kontext gekoppelt wurden, kamen nur besitzende europäische Männer in das Privileg der erklärten Menschenrechte.
Olympe de Gouges veröffentlichte in diesen Jahren viele politische Texte zu aktuellen Ereignissen, die sie als Broschüren, Flugblätter und Plakate druckte und verbreitete.
Während der Französischen Revolution legte sie 1791 die Erklärung der Rechte der Frau und Bürgerin und einen an Jean-Jacques Rousseau erinnernden Gesellschaftsvertrag vor. Für ihre Forderung nach Menschen- und Bürgerrechten für Frauen („Die Frau wird frei geboren und bleibt dem Manne gleich in allen Rechten“) erhielt sie kaum Unterstützung und war zahlreichen Anfeindungen ausgesetzt. Während der Revolution verfasste sie Broschüren, Flugblätter und Plakate, in denen sie sich leidenschaftlich für Frauenrechte starkmachte, was Verleumdungen und andere Gegenreaktionen hervorrief und 1793 mit ihrem Tod durch die Guillotine endete.
Judith Sargent Murray (1751-1820) war eine frühe US-amerikanische Verfechterin der Frauenrechte, eine Essayistin, Dramatikerin, Dichterin und Briefschreiberin. Sie war eine der ersten US-amerikanischen Verfechterinnen der Idee der Gleichberechtigung der Geschlechter, die besagt, dass Frauen wie Männer die Fähigkeit zu intellektuellen Leistungen haben und in der Lage sein sollten, sich selbst zu verwirklichen und wirtschaftliche Unabhängigkeit zu erlangen. Neben vielen anderen einflussreichen Werken ebnete ihr bahnbrechender Aufsatz und Hauptwerk „On the Equality of the Sexes“ den Weg für neue Gedanken und Ideen anderer feministischer Schriftstellerinnen des Jahrhunderts.

## 19. Jahrhundert
Marianna Florenzi (1802–1870) war eine italienische Schriftstellerin, Philosophin und Übersetzerin philosophischer Werke. Sie war auch unter ihrem Ehenamen Marianna Florenzi Waddington bekannt. Marianna genoss eine literarische Ausbildung und widmete sich der Lektüre philosophischer Werke. Sie wurde zum weiblichen Ideal einer gebildeten Frau ihrer Zeit und zur geistreichen Gastgeberin kultureller Zusammenkünfte und Salons. Sie war eine der ersten Studentinnen, die in der ersten Hälfte des 19. Jahrhunderts an der Universität von Perugia Naturwissenschaften studierten. Sie übersetzte Leibniz’ Monadologie ins Italienische und förderte auch die Verbreitung der Werke von Kant, Spinoza und Friedrich Wilhelm Joseph Schelling (dessen Werk Bruno sie ebenfalls übersetzte) ins Italienische. Sie veröffentlichte 1850 einige Überlegungen zum Sozialismus und Kommunismus, die (wie viele ihrer anderen Werke) auf dem Index Librorum Prohibitorum der Kirche landeten. Sie war eine Freundin von Ludwig I. von Bayern, der stets ihren Rat suchte auch in Regierungsangelegenheiten, und es sind 3.000 ihrer Briefe an ihn (sowie 1.500 seiner Antworten) erhalten.
Marietta Kies (1853–1899) war eine US-amerikanische Philosophin und Pädagogin, die den US-amerikanischen Idealisten angehörte. Sie war nach May Preston Slosson (1858–1943) die erste US-Amerikanerin, die einen Ph.D. in Philosophie erwarb und hauptberuflich an einer Hochschule unterrichtete.

### Zeitgenössische Philosophie
Die zeitgenössische Philosophie ist die gegenwärtige Periode in der Geschichte der westlichen Philosophie, die Ende des 19. Jahrhunderts mit der Professionalisierung der Disziplin und dem Aufstieg der Analytische Philosophie und Kontinentalphilosophie beginnt.
Helene Stöcker (1869–1943) war eine deutsche Frauenrechtlerin, Sexualreformerin, Pazifistin, Autorin und Publizistin. 1896 nahm sie ihr Studium der Literaturgeschichte, Philosophie und Nationalökonomie auf. Zu dieser Zeit waren Frauen an deutschen Universitäten nur als Gasthörerinnen und auf persönliche Erlaubnis durch den Dozenten zugelassen. Ein Studienabschluss war den studierenden Frauen nicht möglich. Stöcker hörte Vorlesungen, unter anderem bei Wilhelm Dilthey. Sie gehörte zu jenen Studenten Diltheys, die bei seinen Schleiermacher-Studien mitarbeiteten. Andere Professoren machten von ihrem Recht Gebrauch, Frauen in ihren Veranstaltungen zu verbieten. 1901 promovierte Helene Stöcker schließlich an der Universität Bern – über die Kunstanschauungen der Romantik – zum Dr. phil.
Susanne Langer (1895-1985), war eine US-amerikanische Philosophin des Geistes und Kunstphilosophin, die von Ernst Cassirer und Alfred North Whitehead beeinflusst wurde. Sie war eine der ersten Frauen, die eine akademische Laufbahn in der Philosophie einschlugen, und die erste Frau, die als US-amerikanische Philosophin populär und professionell anerkannt wurde. Langer ist vor allem für ihr 1942 erschienenes Buch Philosophy in a New Key bekannt. Darin vertrat sie die Ansicht, dass es ein grundlegendes und allgegenwärtiges menschliches Bedürfnis gibt, zu symbolisieren, Bedeutungen zu erfinden und der eigenen Welt Bedeutungen zu verleihen.
Hannah Arendt (1906–1975) war eine in Deutschland geborene US-amerikanische assimilierte jüdische politische Theoretikerin. Obwohl sie oft als Philosophin bezeichnet wird, lehnte sie diese Bezeichnung mit der Begründung ab, dass sich die Philosophie mit dem „Menschen im Singular“ befasst, und bezeichnete sich stattdessen als politische Theoretikerin, da sich ihre Arbeit auf die Tatsache konzentriert, dass „Menschen, nicht der Mensch, auf der Erde leben und die Welt bewohnen“. Ihre Werke befassen sich mit dem Wesen der Macht und den Themen Politik, direkte Demokratie, Autorität und Totalitarismus. Der Hannah-Arendt-Preis ist ihr zu Ehren benannt.
In ihrem philosophischen Hauptwerk Vita activa plädiert sie für ein neues Selbstbewsstsein der Menschen, bewusst aktiv im Leben tätig zu sein. Hierbei entwickelt sie eine Philosophie der Geburtlichkeit, die die 2500-jährige Philosophie der Sterblichkeit (Sokrates: Philosophieren heißt Sterben können) ersetzen soll. Wir sollen schätzen lernen, dass jeder Mensch durch die Geburt etwas völlig Neues und Eigenes in der Welt, ist. Aus dem Blickwinkel der Geburtlichkeitsperspektive wird das „Anfangen-“ und „Beginnenkönnen“ wichtig. Durch ihre Analyse des Totalitarismus erlangte sie in Fachkreisen großes Ansehen.

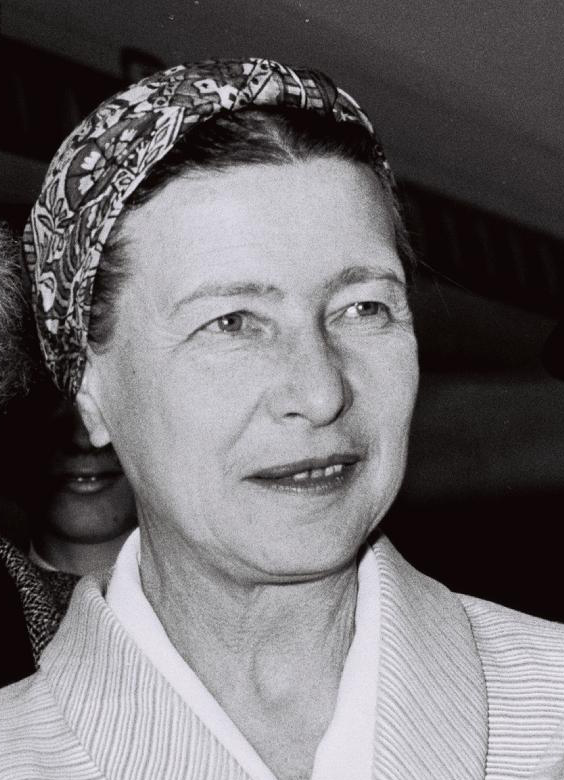
Simone de Beauvoir (1967)

Simone de Beauvoir (1908–1986) war eine französische Schriftstellerin, Intellektuelle, existenzialistische Philosophin, politische Aktivistin, Feministin und Gesellschaftstheoretikerin. Obwohl sie sich selbst nicht als Philosophin betrachtete, hatte sie einen bedeutenden Einfluss auf den feministischen Existenzialismus und die feministische Theorie. De Beauvoir schrieb Romane, Essays, Biografien, Autobiografien und Monografien über Philosophie, Politik und soziale Fragen. Bekannt ist sie für ihre 1949 erschienene Abhandlung Das andere Geschlecht, eine detaillierte Analyse der Unterdrückung der Frau und ein Grundlagenwerk des zeitgenössischen Feminismus.
Elizabeth Anscombe (1919–2001), die gewöhnlich als G. E. M. Anscombe bezeichnet wird, war eine britische analytische Philosophin. Anscombes Artikel „Modern Moral Philosophy“ aus dem Jahr 1958 führte den Begriff „Konsequentialismus“ in die Sprache der analytischen Philosophie ein und hatte einen entscheidenden Einfluss auf die zeitgenössische Tugendethik. Ihre Monografie Intention gilt allgemein als ihr größtes und einflussreichstes Werk, und das anhaltende philosophische Interesse an den Konzepten von Absicht, Handlung und praktischem Denken hat seinen Hauptimpuls aus diesem Werk erhalten. Mary Warnock bezeichnete sie 2006 als „den unbestrittenen Giganten unter den Philosophinnen“, während John Haldane sagte „sie habe sicherlich einen guten Anspruch darauf, die größte Philosophin zu sein, die wir kennen“.
Mary Midgley (1919–2018), war eine englische Moralphilosophin. Midgley ist heute für ihre Arbeiten zu Wissenschaft, Ethik und Tierrechten bekannt. Midgley war eine entschiedene Gegnerin des Reduktionismus und des Szientismus sowie aller Versuche, die Wissenschaft zu einem Ersatz für die Geisteswissenschaften zu machen – eine Rolle, für die sie ihrer Meinung nach völlig ungeeignet ist. Sie schrieb ausgiebig darüber, was Philosophen von der Natur, insbesondere von Tieren, lernen können. The Guardian beschrieb sie als kämpferische Philosophin und Großbritanniens „größte Geißel der wissenschaftlichen Anmaßung“
Philippa Foot (1920–2010) war eine britische Philosophin, die vor allem durch ihre Arbeiten zur Ethik bekannt wurde. Sie war eine der Begründerinnen der modernen Tugendethik, die von der Ethik des Aristoteles inspiriert wurde. Ihr späterer Werdegang markiert einen bedeutenden Meinungsumschwung im Vergleich zu ihrer Arbeit in den 1950er und 60er Jahren und kann als Versuch gesehen werden, die aristotelische Ethik zu modernisieren und zu zeigen, dass sie an eine zeitgenössische Weltsicht angepasst werden kann und somit mit so populären Theorien wie der modernen deontologischen und utilitaristischen Ethik konkurrieren kann. Einige ihrer Arbeiten waren entscheidend für das Wiederaufleben der normativen Ethik innerhalb der analytischen Philosophie, insbesondere ihre Kritik am Konsequentialismus und am Nonkognitivismus. Ein bekanntes Beispiel ist die anhaltende Diskussion über ein Beispiel von ihr, das so genannte Trolley-Problem. Foot's Ansatz wurde durch das spätere Werk von Ludwig Wittgensteins beeinflusst, obwohl sie sich nur selten explizit mit dem von ihm thematisierten Material auseinandersetzte.
Martha Nussbaum (* 1947), ist Philosophin und Professorin für Rechtswissenschaften und Ethik.
Sie stellt die Frage nach dem guten Leben in den Mittelpunkt ihrer Arbeiten zur praktischen Philosophie und bezieht sich stark auf die Philosophie des Aristoteles und der Stoa, die sie der Literatur von der griechischen Tragödie bis zum modernen Roman gegenüberstellt. Sie vertritt die These, dass eine sachgemäße Ethik die Emotionen einbeziehen und ihnen einen eigenen Erkenntniswert zuschreiben muss. Nussbaum hat einen engagierten Standpunkt entwickelt, der einen liberalen Feminismus umfasst, vor allem aber in der politischen Philosophie für einen Multikulturalismus, ein Weltbürgertum und internationale Gerechtigkeit eintritt. Sie ist bekannt für den Capability Approach (Fähigkeiten-Ansatz) in der Entwicklungspolitik, den sie zusammen mit Amartya Sen entwickelte. Sie gilt als „eine der profiliertesten Philosophinnen der Gegenwart“.
Judith Butler (* 1956), die US-amerikanische Philosophin und vergleichende Literaturwissenschaftlerin gilt als die Hauptvertreterin eines dekonstruktiven Feminismus. Sie war an der Entwicklung der Queer-Theory beteiligt, mit der sich ihre einflussreichen Werke Das Unbehagen der Geschlechter (Gender Trouble. Feminism and the Subversion of Identity, 1990) und Körper von Gewicht (Bodies That Matter, 1993) beschäftigen. Geschlecht ist nach Butler ein performatives Modell. Die Kategorien „männlich“ und „weiblich“ sind reine Konstrukte, die nur durch Handlungswiederholungen konstituiert werden. Nicht nur das soziale Geschlecht (gender), sondern auch das biologische Geschlecht (sex) ist demnach gesellschaftlich, soziokulturell bedingt, sie stellen keine naturgegebenen Absolutheiten dar. Die Geschlechtsidentität wird zugunsten einer totalen Ausdifferenzierung der Individualität eines jeden Menschen dekonstruiert. Die traditionelle Zweigeschlechtlichkeit wird durch eine „Vielgeschlechtlichkeit“ ersetzt.

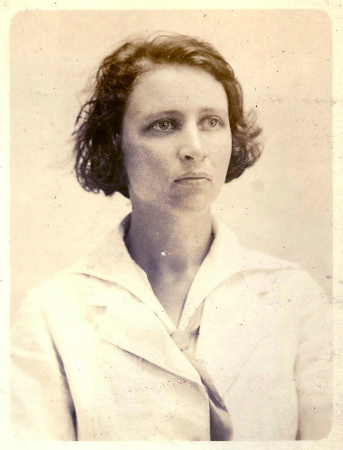
Susanne Langer (1925)
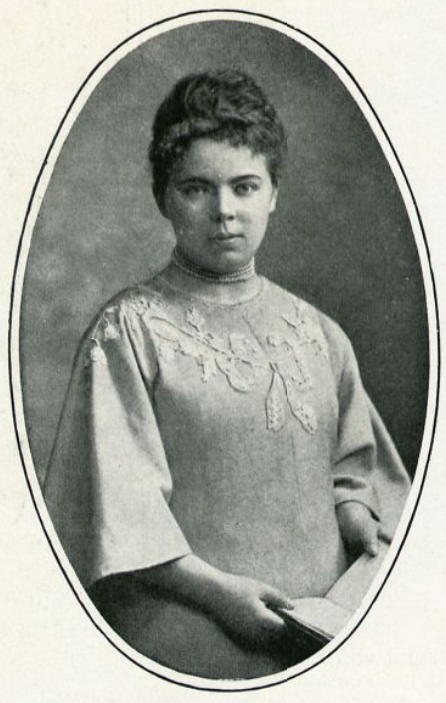
Helene Stöcker (1903)
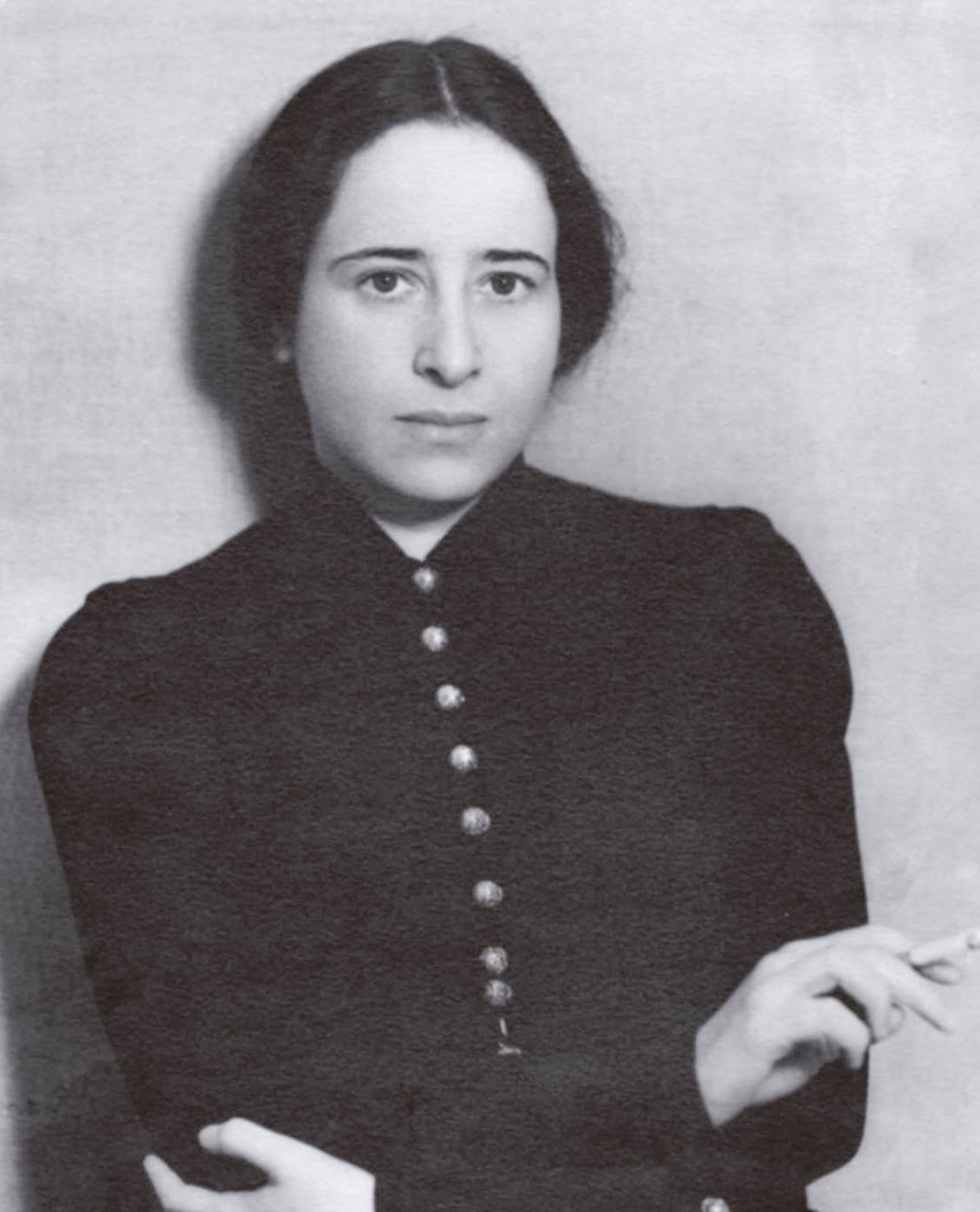
Hannah Arendt (1933)
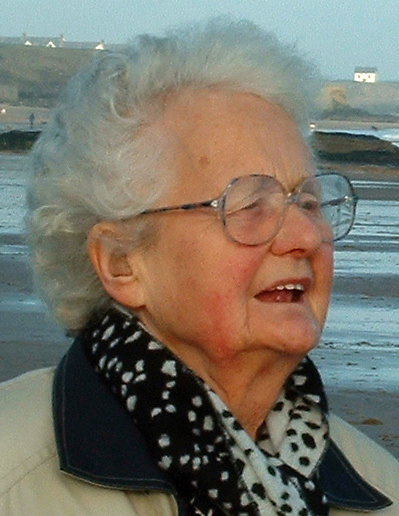
Mary Midgley (2002)
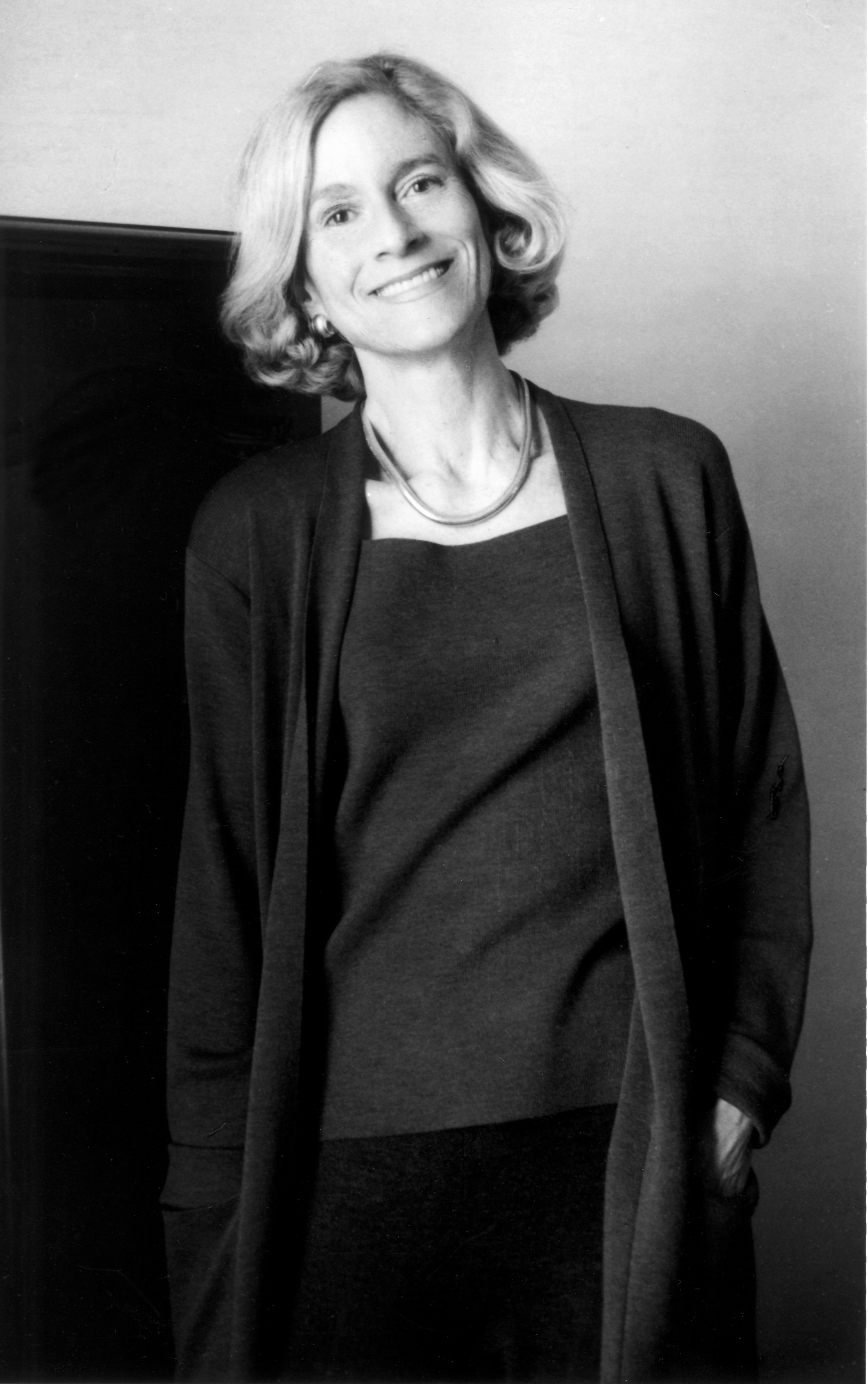
Martha Nussbaum
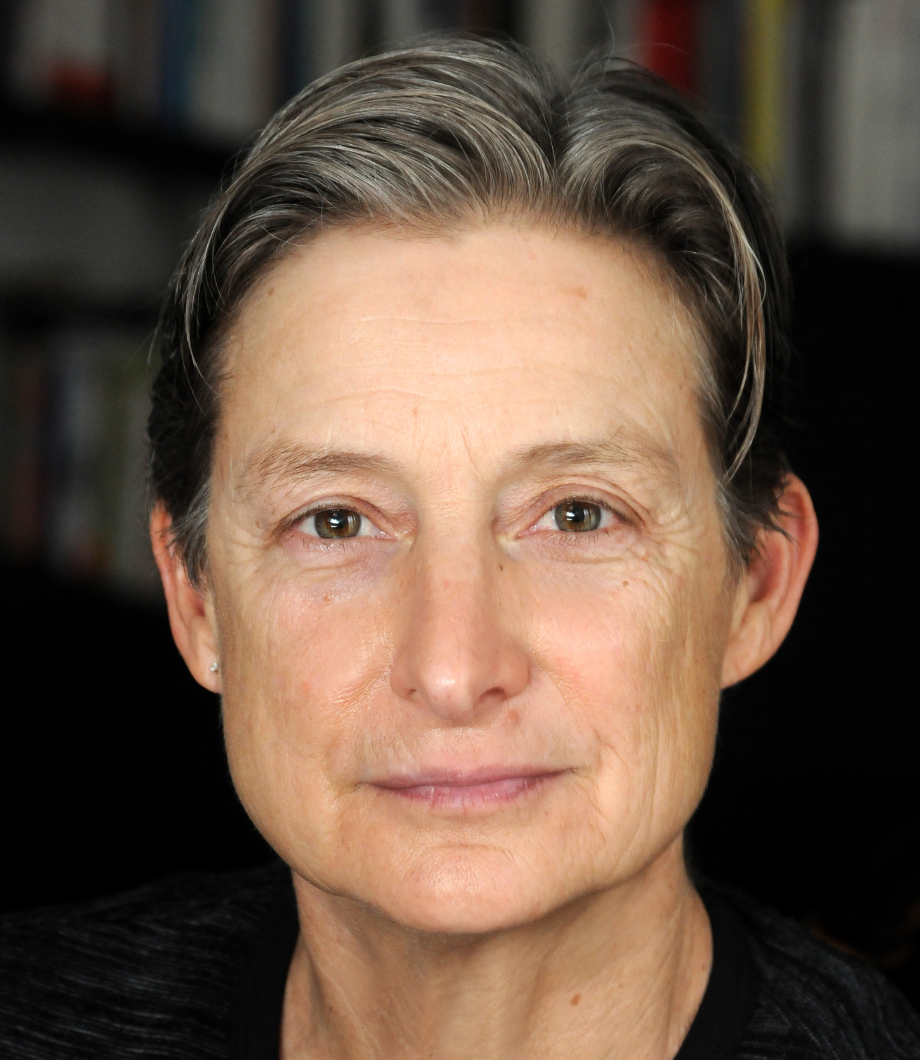
Judith Butler (2013)

## Beruf Philosophin

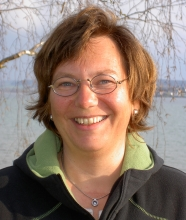
Hille Haker (* 1962) Professorin für theologische Ethik an der Loyola University Chicago

In der Vergangenheit waren Frauen in der Philosophie stets unterrepräsentiert. Jüngere Statistiken ergeben einen Anteil der Philosophinnen von ca. 10–20 % in Lehre (Anteil an Universitätsdozenturen) und Forschung (Anteil an Publikationen in Fachorganen), in Ausnahmefällen auch mehr als 30 %. Der Anteil von Frauen unter den Promovierten in Philosophie an US-amerikanischen Fakultäten lag 2009 bei 29,6 %.
Im Juni 2013 wertete der Soziologe und Ethiker Kieran Healy Artikel in vier der wichtigsten Zeitschriften analytischer Philosophie aus, die in den Jahren 1993–2013 erschienen waren, und wies auf die signifikante Unterrepräsentierung von Philosophinnen hin. Daraufhin schrieben die Herausgeber der Stanford Encyclopedia of Philosophy alle Herausgeber/-innen an mit der Bitte, sicherzustellen, dass die Artikeleinträge nicht die Arbeiten „von Frauen oder allgemeiner von Mitgliedern unterrepräsentierter Gruppen“ vernachlässigen.
Dies ist eine Entwicklung, die u. a. Hannah Arendt 1964 mit der Bemerkung vorwegnahm: „Das braucht ja nicht eine männliche Beschäftigung zu bleiben!“

## Philosophinnen in Sachbüchern und Belletristik
Die Sachbuchautorin Marit Rullmann versucht in ihren 1993/1995 erschienenen Porträts berühmter Denkerinnen zu zeigen, dass zahlreiche Impulse für die Philosophiegeschichte durch Frauen gegeben wurden. Ähnliche Bücher gibt es inzwischen in größerer Zahl. Wie einige andere feministische Autorinnen meint Rullmann, dass ein gravierender Unterschied in der Philosophie von Männern und Frauen darin bestehe, dass Philosophinnen bislang stets expliziter ihre Geschlechtszugehörigkeit mit berücksichtigten. Dies spiegele sich in der Regel in ihrer Philosophie wider. Männern sei ein allgemeiner Androzentrismus zur eher unreflektierten Gewohnheit geworden.
Auch Annegret Stopczyk-Pfundstein hat in einer Zitatesammlung zu belegen versucht, dass die meisten der dort zitierten männlichen Philosophen der Überzeugung anhingen, das männliche Geschlecht sei in besonderer Weise zum abstrakten Denken prädestiniert.
Im Roman Die Philosophin schildert Peter Prange die Geschichte der im 18. Jahrhundert lebenden Philosophin Sophie Volland, die jedoch nicht als Philosophin, sondern lediglich als Geliebte des Philosophen Diderot bekannt wurde.

## Internationale Organisationen und Initiativen

### The International Association of Women Philosophers
1976 wurde in Würzburg die IAPH, The International Association of Women Philosophers von deutschen, österreichischen und US-amerikanischen Philosophinnen, zumeist Feministinnen, gegründet. Mit der bereits 1972 gegründeten Society for Women in Philosophy Society for Women in Philosophy – Verein zur Förderung von Frauen in der Philosophie (SWIP) gewinnt die feministische Philosophie in den 1970er Jahren zunehmend an Profil. SWIP ist ein Verein zur Förderung von Frauen in der Philosophie, der sich 2012 als gemeinnützige Organisation gebildet hat und dient der Vernetzung und solidarischen Unterstützung von Philosophinnen im deutschsprachigen Raum. Der Verein setzt sich für Geschlechterparität und die Gleichstellung von Frauen in der Philosophie auf allen akademischen Gebieten ein. Die Konferenzen finden alle drei Jahre statt, jedes Mal in einer anderen europäischen Stadt. Im Jahr 1998 wurde sie in Zusammenarbeit mit dem World Congress of Philosophy in Boston in den Vereinigten Staaten organisiert.
Die daraus resultierenden Symposien und Veröffentlichungen haben viel zur Entwicklung der feministischen Philosophie und zum Interesse an ihr beigetragen. Insbesondere ist es ein Forum für philosophische Forschung über Zusammenhänge zwischen Macht und Geschlecht, Geschlechterbeziehungen und Feminismus und Philosophie im Allgemeinen und ein Netzwerk für Feministinnen.

### Center for the History of Women Philosophers and Scientist
Das Center for the History of Women Philosophers and Scientists, kurz Center HWPS, ist ein Projekt an der Universität Paderborn, das sich der Erforschung von Philosophinnen und Wissenschaftlerinnen in verschiedenen Epochen der jüngeren Geschichte widmet.
Das Center wurde am 24. Oktober 2016 eröffnet und ist das erste seiner Art in Europa. Forschungsbereiche sind u. a. frühe Vertreterinnen der Phänomenologie wie Edith Stein, Gerda Walther und Hedwig Conrad-Martius sowie Frauen in der europäischen Aufklärung wie Luise Gottsched und Émilie Du Châtelet. Außerdem stellt das Center eine Online-Enzyklopädie für Konzepte von Philosophinnen (ECC) bereit. Das Center organisiert Tagungen, Sommerkurse und Kolloquien. Außerdem verleiht das Center jährlich den Elisabeth of Bohemia Prize.

#### Encyclopedia of Concise Concepts by Women Philosophers (ECC)
Die ECC ist ein online Begriffslexikon. Die aufgelisteten Begriffe stammen ausschließlich aus den Schriften von Autorinnen, und jeder Eintrag erklärt die Bedeutung eines philosophischen Konzepts in den Werken der entsprechenden Philosophin oder Wissenschaftlerin. Das Lexikon wird laufend von internationalen Forscherinnen und Forschern erweitert. Alle Artikel werden vor der Veröffentlichung einem peer-review Verfahren unterzogen.

### Minderheiten und Philosophie (MAP)
Minorities and Philosophy (MAP) ist eine internationale Bewegung von Studenten und Dozenten der Philosophie, die sich mit Fragen der Unterrepräsentation von Frauen und Minderheiten in der Philosophie befassen.
MAP besteht aus Abteilungen an Universitäten in der ganzen Welt, und das Format kann von Gruppe zu Gruppe variieren. Alle Gruppen befassen sich jedoch allgemein mit Problemen, mit denen Minderheiten im Beruf konfrontiert sind, mit philosophischen Fragen zu Minderheiten und mit der Arbeit von Philosophen, die Minderheiten angehören, sowie mit Themen, die spezifisch für die Philosophieabteilung der jeweiligen Schule sind. Zu den kurzfristigen Zielen von MAP gehört es, den Studierenden einen Raum zu bieten, in dem sie diese Themen diskutieren und bearbeiten können, und zu den langfristigen Zielen gehört es, einen Beitrag zur Kultur der akademischen Philosophie zu leisten und die Beteiligung und Anerkennung von Minderheiten in der Philosophie zu erhöhen. In den letzten Jahren hat MAP die Zusammenarbeit zwischen den Fakultäten gefördert und „Verbindungen zwischen den Fakultäten“ geschaffen, die sowohl den Mitgliedern als auch den Fakultäten langfristig zugutekommen, die Arbeit an einer integrativen Pädagogik intensiviert und Anstrengungen unternommen, um die Philosophie in Gemeinschaften außerhalb des Universitätsgeländes, z. B. in Gefängnisse und Grundschulen, zu bringen.

## Preise
Der Elisabeth of Bohemia Prize (Elisabeth-von-Böhmen-Preis) ist ein Preis, der vergeben wird, um die Leistungen von Philosophinnen in der Geschichte der Philosophie zu würdigen. Namensgeberin ist Elisabeth von Böhmen, auch bekannt als Elisabeth von der Pfalz.

### Fachliteratur
- Halina Bendkowski, Brigitte Weisshaupt (Hrsg.): Was Philosophinnen denken. Eine Dokumentation. Ammann Verlag, Zürich 1983, ISBN 3-250-10012-9.
- Penelope Deutscher: Yielding Gender. Feminism, Deconstruction and the History of Philosophy. Routledge, London / New York 1997
- L. Gardiner: Can This Discipline Be Saved? Feminist Theory Challenges Mainstream Philosophy. Wellesley College Center for Research on Women, Wellesley MA 1983
- Sally Haslanger: Changing the Ideology and Culture of Philosophy: Not by Reason (Alone) (PDF; 277 kB), ersch. vorauss. in: Hypatia 2008. Vgl. den Kommentar von Brian Weatherson (tar.weatherson.org).
- M. Henry: Prisoner of History. Oxford University Press, New York 1995
- Friedrich Wilhelm Korff: Der Philosoph und die Frau: zur Geschichte einer Mesalliance. Reclam, Leipzig 2000, ISBN 3-379-01691-8 (RUB 1691)
- G. Menage: The History of Women Philosophers. University Press of America, Lanham MD 1984
- Sandra Harding, Merrill Hintikka (Hrsg.): Discovering Reality: Feminist Perspectives on Epistemology, Metaphysics, Methodology and Philosophy of Science. 1983
- Janet A. Kourany (Hrsg.): Philosophy in a Feminist Voice: Critiques and Reconstructions. Princeton 1998
- Rosemary Tong, Nancy Tuana (Hrsg.): Feminism and Philosophy. Westview Press, 1995, ISBN 0-8133-2213-8
- Mary Mahowald (Hrsg.): Philosophy of Woman
- Reiner Wimmer: Vier jüdische Philosophinnen. Rosa Luxemburg, Simone Weil, Edith Stein, Hannah Arendt. Attempto Verlag, Tübingen 1990, ISBN 3-89308-105-4.
- Rebecca Buxton & Lisa Whiting (Hrsg.): Philosophinnen - Von Hypatia bis Angela Davis: Herausragende Frauen der Philosophiegeschichte, mairisch Verlag 2021, ISBN 978-3-948722-03-6; Taschenbuchausgabe im Reclam Verlag 2024, ISBN 978-3-15-011459-9.

### Nachschlagewerke
- Ethel M. Kersey: Women Philosophers. A Bio-Critical Source Book. New York 1989, ISBN 0-313-25720-5
- Ursula I. Meyer (Hrsg.): Die Welt der Philosophin. Ein-Fach-Verlag, Aachen:

1. Antike und Mittelalter. 1995, ISBN 3-928089-09-9.
2. Renaissance und frühe Neuzeit. 1996, ISBN 3-928089-13-7.
3. Aufklärung und revolutionärer Aufbruch. 1997, ISBN 3-928089-18-8.
4. Moderne Zeiten. Das 20. Jahrhundert. 1997, ISBN 3-928089-21-8.

- Ursula I. Meyer, Heidemarie Bennent-Vahle (Hrsg.): Philosophinnen-Lexikon. Reclam, Leipzig 1997, ISBN 3-379-01584-9.
- Regine Munz (Hrsg.): Philosophinnen des 20. Jahrhunderts. WBG, Darmstadt 2004, ISBN 3-534-16494-6.
- Marit Rullmann (Hrsg.): Philosophinnen, Edition Ebersbach im eFeF, Zürich / Dortmund:

1. Von der Antike bis zur Aufklärung. 1993, ISBN 3-905493-44-6.
2. Von der Romantik bis zur Moderne. 1995, ISBN 3-905493-74-8.

- Mary Ellen Waithe (Hrsg.): A History of Women Philosophers

Volume I: Ancient Women Philosophers, 600 B.C.-500 A.D. ISBN 90-247-3368-5
Volume II: Medieval, Renaissance and Enlightenment Women Philosophers, 500-1600. ISBN 90-247-3572-6
Volume III: Modern Women Philosophers, 1600–1900. 1991, ISBN 0-7923-0930-8

### Zeitschriften
- Die Philosophin. Forum für feministische Theorie und Philosophie, Tübingen 1990–2005 (Erscheinen eingestellt) ISSN 0936-7586